# 国家安全保障戦略
国家安全保障戦略（こっかあんぜんほしょうせんりゃく、英語: National Security Strategy of Japan、略称: NSS）は、日本の国家安全保障に関する基本方針である。

## 概要

### 平成25年度の制定
2013年（平成25年）12月17日の閣議（第2次安倍内閣）で「国防の基本方針」（1957年〈昭和32年〉5月20日国防会議及び閣議決定）に代わるものとして決定された。
「積極的平和主義」の立場から国際平和に寄与することを理念とし、中華人民共和国の対外姿勢や軍事動向を「国際社会の懸念事項」としている。これは外交、防衛において基本方針となるものであり、日本国憲法体制下の日本国政府が策定したものとしては初である。
その項目は以下のとおり。
```
1 策定の趣旨

2 国家安全保障の基本理念
 (1) 日本国が掲げる理念
 (2) 日本国の国益と国家安全保障の目標

3 日本国を取り巻く安全保障環境と国家安全保障上の課題
 (1) グローバルな安全保障環境と課題
 (2) アジア太平洋地域における安全保障環境と課題

4 日本国がとるべき国家安全保障上の戦略的アプローチ
 (1) 日本国自身の能力・役割の強化・拡大
 (2) 日米同盟の強化
 (3) 国際社会の平和と安定のためのパートナーとの外交・安全保障協力の強化
 (4) 国際社会の平和と安定のための国際的努力への積極的寄与
 (5) 地球規模課題解決のための普遍的価値を通じた協力の強化
 (6) 国家安全保障を支える国内基盤の強化と内外における理解促進
```

### 令和4年度の改定
2022年（令和4年）12月16日、国家安全保障会議及び閣議（岸田内閣）において、国家安全保障に関する基本方針である2013年（平成25年）12月17日制定の国家安全保障戦略を廃止し新たに「国家安全保障戦略」を制定した。
その項目は以下のとおり。
```
I 策定の趣旨
II 我が国の国益
III 我が国の安全保障に関する基本的な原則
IV 我が国を取り巻く安全保障環境と我が国の安全保障上の課題
１ グローバルな安全保障環境と課題
２ 
インド太平洋
地域における安全保障環境と課題
V 我が国の安全保障上の目標
VI 我が国が優先する戦略的なアプローチ
１ 我が国の安全保障に関わる総合的な国力の主な要素
２ 戦略的なアプローチとそれを構成する主な方策
VII 我が国の安全保障を支えるために強化すべき国内基盤
VIII 本戦略の期間・評価・修正
IX 結語
```

#### 国外の反応
第VI項第２節(1)ウでは韓国を「重要な隣国」と位置付けつつも島根県の竹島を日本固有の領土とした。これに対し韓国政府は強く抗議し同国外務省は両国の「未来志向の関係構築」に何の役にも立たないと批判し、当該部分を直ちに削除するよう求めた。